# Арсиноя (кормилица Ореста)
Арсино́я (др.-греч. Ἀρσινόη) — персонаж греческой мифологии.
Кормилица Ореста, сына Агамемнона и Клитеместры. После убийства Агамемнона Клитеместрой и её любовником Эгисфом, Арсиноя спасла Ореста, отправив в царскую детскую своего собственного сына, чтобы Эгисф убил его вместо Ореста. Когда Орест под чужим именем вернулся в Спарту, чтобы отомстить за убийство Агамемнона, не узнавшая его Клитеместра послала старую кормилицу Арсиною за Эгисфом. Арсиноя сразу опознала своего питомца, однако не предупредила Эгисфа о нависшей над ним угрозе и тем самым помогла Оресту свершить месть.
В честь Арсинои назван астероид (404) Арсиноя, открытый в 1895 году.